# Kazalište u 1973.
◄◄ | ◄ | 1970. | 1971. | 1972. | 1973.  | 1974. | 1975. | 1976. | ► | ►►
Arhitektura • Astronautika • Astronomija • Biologija • Film • Fotografija • Glazba • Kazalište • Kemija • Kiparstvo • Knjige • Književnost • Kršćanstvo • Meteorologija • Medicina • Planinarstvo • Politika • Pravo • Promet • Slikarstvo • Strip • Šport • Televizija • Znanost • Zrakoplovstvo • Željeznički promet
Kazalište u 1973.

## Hrvatska i u Hrvata

### Događaji
- 23. prosinca − Premijera prvog hrvatskog mjuzikla kršćanske inspiracije. Mjuzikl nosi naslov Mali suci. Bila je u dvorani crkve Majke Božje Lurdske u Zagrebu. Autori su Krešimir Tičić i Mario Nardelli.[1]

## Vanjske poveznice
|  | Zajednički poslužitelj ima još gradiva o temi Kazalište u 1973. |